# Веселояровское сельское поселение
Веселояровское се́льское поселе́ние — сельское поселение в Ольгинском районе Приморского края.
Административный центр — село Весёлый Яр.

## История
Статус и границы сельского поселения установлены Законом Приморского края от 11 октября 2004 года № 145-КЗ «Об Ольгинском муниципальном районе»

## Население
| 2008  | 2010  | 2011  | 2012  | 2013  | 2014  | 2015  |
| ----- | ----- | ----- | ----- | ----- | ----- | ----- |
| 1385  | ↘1202 | ↘1196 | ↘1175 | ↘1160 | ↘1154 | ↘1147 |
| 2016  | 2017  | 2018  | 2019  | 2020  | 2021  |       |
| ↘1107 | ↘1087 | ↘1042 | ↘1029 | ↘966  | ↘690  |       |

## Состав сельского поселения
В состав сельского поселения входят 2 населённых пункта:
| № | Населённый пункт | Тип населённого пункта       | Население |
| - | ---------------- | ---------------------------- | --------- |
| 1 | Весёлый Яр       | село, административный центр | ↘613      |
| 2 | Ракушка          | посёлок                      | ↘589      |

## Местное самоуправление
Администрация
Адрес: 692452, с. Веселый Яр, ул. Трактовая, 33. Телефон: 8 (42376) 9-52-48
Глава администрации
- Балашов Георгий Николаевич